# Брахман, Евгений Семёнович
Евге́ний Семёнович Бра́хман (род. 1981) — российский пианист, лауреат Международных конкурсов.

## Биография
Евгений Брахман родился в Нижнем Новгороде в музыкальной семье (отец — известный в городе джазмен, мать — преподаватель в музыкальной школе). С 5 лет начал обучаться в музыкальной школе № 8 им. Виллуана (класс Н. И. Волковой, с 1990 года — класс В. Г. Старынина). После окончания школы и лицея при Нижегородской консерватории им. Глинки продолжил обучение у профессора В. Г. Старынина в Нижегородской консерватории (1996—2001), а затем — в аспирантуре Московской консерватории в классе профессора Л. Н. Наумова (2001—2003).
C 2017 года Евгений Брахман является профессором и заведующим кафедрой специального фортепиано в Нижегородской Государственной консерватории им. М. И. Глинки. Занимается концертной деятельностью. В репертуаре как академические произведения, так и джаз.
Женат на пианистке Наталье. Есть дочь Елизавета.

## Творческие достижения
В 1997—1998 годах Евгений Брахман награждается стипендией имени С. Т. Рихтера из фонда М. Л. Ростроповича.
В 1999 году в составе стипендиатов фонда участвует в гала-концерте фестиваля Российской Музыкальной Ассоциации в Карнеги-Холле (Нью-Йорк).
Сольные концерты музыканта проходят как в России, так и за рубежом: в Германии, Франции, Италии, Израиле, США, Швейцарии, Австрии, Англии, Японии, Корее. Выступает с оркестрами театра Ла Скала, Королевским симфоническим оркестром Глазго, Борнмутским оркестром, Венским камерным оркестром, Академическим симфоническим оркестром Нижегородской филармонии и другими.

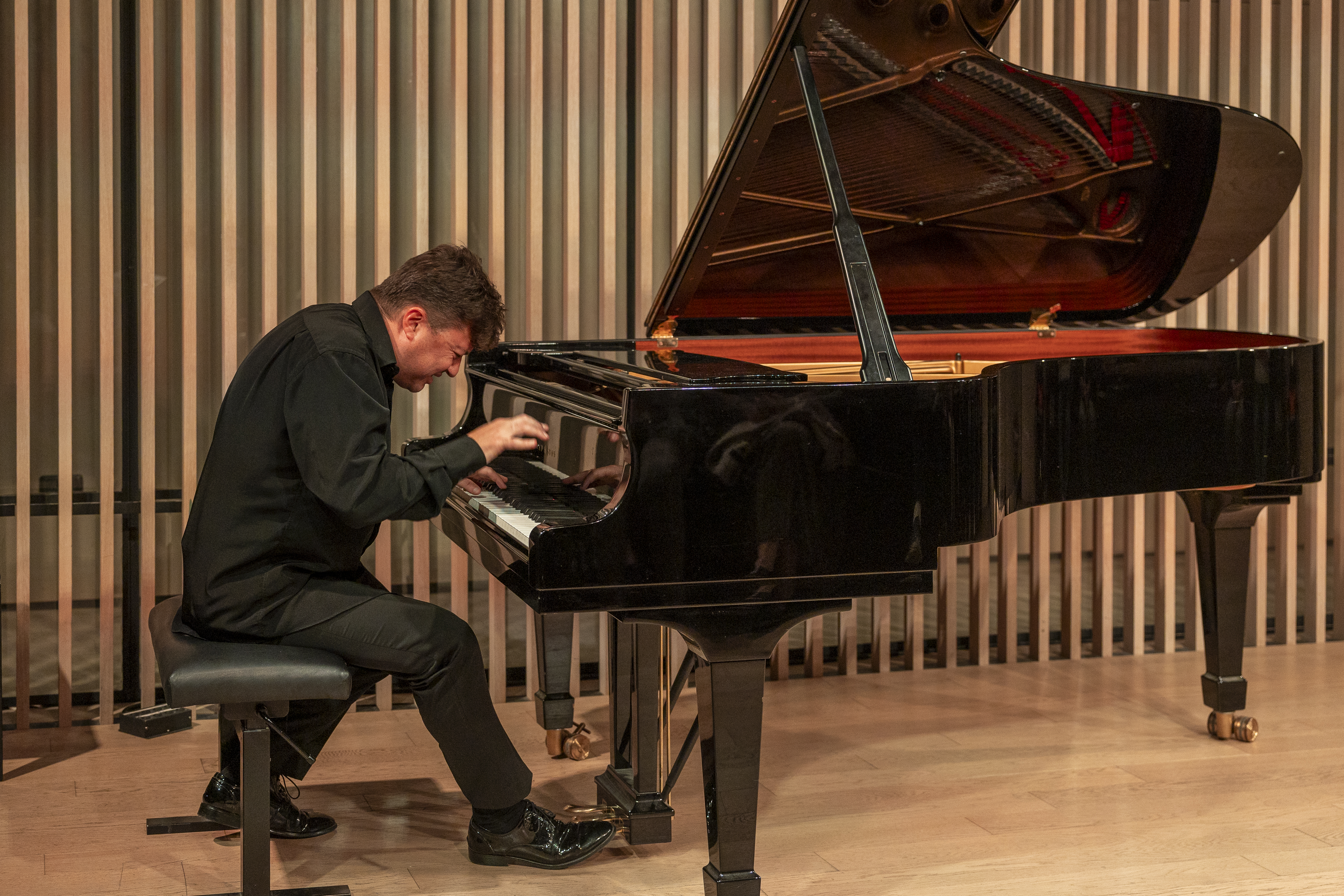
Евгений Брахман. Выступление в Яффо посвященное Павлу Кушниру. 2025

### Премии на международных конкурсах
- 1996 — I премия и специальный приз «за лучшее исполнение сочинений французских композиторов» на международном конкурсе пианистов «Concours musical de France» в Париже.
- 1999 — I премия на Международном конкурсе имени Дино Чиани, Театр Ла Скала в Милане. После выступления на конкурсе — сольный концерт в Ла Скала.
- 2003 — II премия (I не присуждалась) вместе с Д. Гришиным (альт) на конкурсе камерных ансамблей «Trio di Trieste» в Италии.
- 2004 — II премия на международном конкурсе пианистов в Глазго (Великобритания).
- 2007 — III премия на международном конкурсе имени Хосе Итурби в Лос-Анджелесе.
- 2008 — I место на конкурсе пианистов в парке Тиволи в Копенгагене.

### Участие в международных фестивалях
- 1997
  - «Русская музыкальная школа» — Москва
  - «Рождественские встречи в Северной Пальмире» — Санкт-Петербург
- 2000
  - Фестиваль в Черво — Италия
  - «Settimane musicale di Stresa» — Италия
  - Фестиваль искусств имени Сахарова — Нижний Новгород
- 2001
  - «Roque d’Antheron» — Франция
  - «Martha Argerich Project» — Лугано (Швейцария)

### Дискография
На одном из конкурсов Евгения заметила знаменитая аргентинская пианистка Марта Аргерих. При её содействии в декабре 2001 года в Лугано (Швейцария) фирмой EMI-classics записан компакт-диск под названием «Марта Аргерих представляет Евгения Брахмана». Эта запись в 2002 году получила высший рейтинговый приз «Золотой диапазон» во Франции.
В 2003 году на лейбле EMI вышел второй диск Брахмана, записанный с концерта на фестивале «Martha Argerich Project» в ансамбле с Д. Шварцберг, Н. Романовой-Шварцберг и Марком Дробинским.
Итальянская компания Sra выпустила 5 компакт-дисков Брахмана с его сольных концертов.

## Курьёзные эпизоды
Евгений Брахман рассказывает:
- «… перед выходом меня предупредили, что нужно поклониться, однако забыли уточнить, в какую сторону. И я поклонился не публике, а совсем наоборот — развернулся к ней спиной, лицом к портрету на стене…»
- «… когда <…> играл со своим школьным педагогом, <…> то партия оркестра, роль которого исполняла Наталья Ивановна, заканчивалась несколько позже партии солиста. И как только у меня кончились ноты, я встал, поклонился и, ко всеобщему изумлению, ушел со сцены, оставив „оркестр“ доигрывать в одиночестве».
- «… несколько месяцев назад я дал концерт в тюрьме итальянского города Падуя для заключенных, поощренных мэром города и тюремным начальством таким вот способом. Кстати говоря, играл на прекрасном рояле. Там это обычная практика. В России вы можете представить нечто подобное? Причем уголовники были самые настоящие — в робах, шапочках, а после концерта среди криков „браво“ меня потрясло одинокое русское „спасибо“».